# Saparás
Os saparás são um povo indígena habitante no estado brasileiro de Roraima.

## História colonial
Os primeiros registos sobre este povo datam do século XVIII. Em 1770 o vigário-geral do Rio Negro, padre José Monteiro de Noronha, percorreu a bacia do Rio Branco descrevendo os povos nativos que ali viviam, citando os saparás como um dos mais presentes nas margens do Rio Uraricoera, vivendo também na margem ocidental dos rios Enivini, Aiarani, Cauamé, Catrimani e Cereveni. Em 1772 os beneditinos espanhóis Benito de la Garrida e Tomás de Mataró localizaram sua nação junto ao Rio Majarí. Nesta época o chefe Maracayán reuniu caribes e saparás para destruir a redução de Morocorí e libertar os índios ali reduzidos.
A região do Rio Branco se tornara importante alvo da atenção dos portugueses. Interessados em assegurar a posse do território, em 1775 iniciaram a construção do Forte São Joaquim na confluência dos rios Uraricoera e Tacutu, e paralelamente formaram nove reduções indígenas. A maior delas, Nossa Senhora da Conceição, abrigava 372 indígenas saparás e paravilhanas. Em 1777 Francisco Xavier Ribeiro de Sampaio, ouvidor da Capitania de São José do Rio Negro, citou na região do Rio Branco as aldeias sapará de Santa Isabel, Nossa Senhora do Carmo e Nossa Senhora da Conceição. Em 1786 o naturalista Alexandre Rodrigues Ferreira afirmou tê-los visto entre os rios Cauamé e Mucajaí descendo para a povoação de Santa Isabel. Manuel da Gama Lobo de Almada, escrevendo na mesma época, disse que antigamente haviam combatido ferozmente os colonizadores, e que salvo na aldeia do Carmo, onde então se concentravam, havia poucos aldeados, estando a maior parte deles dispersos pelas matas. Motins nas reduções portuguesas resultaram em conflitos violentos e mortes.

## Século XIX e história recente
Em meados do século XIX o naturalista alemão Robert Schomburgk visitou uma aldeia instalada em uma ilha do Rio Maracá, encontrando os habitantes com aspecto doentio, e referiu que outros viviam em aldeias dos tepequéns e waikamangs. Em 1842 o frei José dos Santos reuniu muitos saparás na redução do Uraricoera, mas o aldeamento foi dissolvido cinco anos depois após a irrupção de epidemias. Outras reduções foram organizadas no século XIX na área do Rio Branco.
No início do século XX o etnógrafo Theodor Koch-Grünberg encontrou uma única aldeia e apenas vestígios de outras. Alguns trabalhavam como vaqueiros para colonos brasileiros e outros haviam se refugiado em aldeias macuxi e taurepang. No fim da década de 1920 o beneditino dom Alcuíno Meyer disse que estavam à beira da extinção. O acentuado declínio populacional levou posteriormente diversos estudiosos a acreditar que haviam de fato se extinguido, e por isso não costumam aparecer nas listas oficiais, mas outros povos da região testemunham que eles permaneceram existindo e os sobreviventes contemporâneos preservam uma tradição oral de grande antiguidade. Puderam sobreviver graças à miscigenação, principalmente com os wapixanas e macuxis.
Na década de 1970, quando os macuxis e wapixanas, em maior número, iniciaram sua mobilização política, abriu-se um espaço para a reivindicação da existência dos saparás e para a afirmação da sua identidade étnica separada. A memória coletiva que preservam remonta às suas origens míticas, descreve os primeiros contatos com os colonizadores, percorre sua história durante o Império e a República, e está principalmente relacionada às lutas por direitos sociais e territoriais, mas também é um instrumento de identificação étnica. Para Elizene da Silva, essa memória ininterrupta é evocada "pela demanda do tempo presente: um momento específico no qual se preparam para reivindicar, junto à Funai, ampliação e demarcação de suas terras e as lutas políticas para conquista de direitos". As narrativas diferem de acordo com as percepções dos diferentes narradores. Para alguns seu modo de vida no passado é incompatível com os padrões modernos e por isso causa vergonha, alguns omitem certos episódios de sua história porque trazem lembranças dolorosas de opressão e sofrimento. Contudo, para outros, "relembrar o passado como um tempo de resistência é estímulo e justificativa para seguir suas lutas pelo direito à diferença". Desde que decidiram reafirmar sua identidade, diversos textos vêm sendo produzidos por membros desta etnia como uma política de preservação da memória, reivindicando direitos e descrevendo a violência sofrida no contato com a civilização ocidental.
Esse "ressurgimento" após uma presumida extinção os qualifica como povo emergente. Atualmente estão concentrados nas regiões de Amajari e Taiano, vivendo em aldeias compartilhadas com os macuxis e wapixanas. Segundo Sandra Rodrigues e Silva, "entre os movimentos sociopolíticos dos povos do estado, eles sempre foram reconhecidos, sendo que se encontram dispersos em diversas comunidades, algumas com grande concentração desse povo". Segundo Olendina Cavalcante, em anos recentes os saparás...
"[...] têm participado ativamente da elaboração da agenda política dos povos indígenas de Roraima, ganhando, assim, maior visibilidade política. Além dos fatores históricos que possibilitaram a emergência dos sapará, vale mencionar que eles sempre mantiveram uma memória coletiva que remete a uma origem comum com os demais povos indígenas e permite a articulação entre o passado e o presente. Reafirmar a identidade étnica no contexto regional significa, antes de mais nada, vislumbrar a possibilidade de uma vida em que o respeito à diversidade seja possível".